# Ronde van Frankrijk 2019/Elfde etappe
De elfde etappe van de Ronde van Frankrijk 2019 werd verreden op 17 juli tussen Albi en Toulouse in een etappe over 167 kilometer. Deze voornamelijk vlakke etappe was de laatste kans voor de sprinters om hun staart te roeren voordat de bergen opdoemen.
| Albi – Toulouse (167 km) |                    |                        |          |
| Plaats                   | Naam               | Ploeg                  | Tijd     |
| 1                        | Caleb Ewan         | Lotto Soudal           | 3u51'26" |
| 2                        | Dylan Groenewegen  | Team Jumbo-Visma       | z.t.     |
| 3                        | Elia Viviani       | Deceuninck–Quick-Step  | z.t.     |
| 4                        | Peter Sagan        | BORA-hansgrohe         | z.t.     |
| 5                        | Jens Debusschere   | Team Katjoesja Alpecin | z.t.     |
| 6                        | Sonny Colbrelli    | Bahrain-Merida         | z.t.     |
| 7                        | Jasper Philipsen   | UAE Team Emirates      | z.t.     |
| 8                        | Cees Bol           | Team Sunweb            | z.t.     |
| 9                        | Alexander Kristoff | UAE Team Emirates      | z.t.     |
| 10                       | Warren Barguil     | Arkéa Samsic           | z.t.     |

| Algemeen klassement |                    |                       |           |
| Plaats              | Naam               | Ploeg                 | Tijd      |
| 1                   | Julian Alaphilippe | Deceuninck–Quick-Step | 47u18'41" |
| 2                   | Geraint Thomas     | Team INEOS            | + 1'12"   |
| 3                   | Egan Bernal        | Team INEOS            | + 1'16"   |
| 4                   | Steven Kruijswijk  | Team Jumbo-Visma      | + 1'27"   |
| 5                   | Emanuel Buchmann   | BORA-hansgrohe        | + 1'45"   |
| 6                   | Enric Mas          | Deceuninck–Quick-Step | + 1'46"   |
| 7                   | Adam Yates         | Mitchelton-Scott      | + 1'47"   |
| 8                   | Nairo Quintana     | Movistar Team         | + 2'04"   |
| 9                   | Daniel Martin      | UAE Team Emirates     | + 2'09"   |
| 10                  | Thibaut Pinot      | Groupama-FDJ          | + 2'33"   |
|                     |                    |                       |           |
| 18                  | Xandro Meurisse    | Wanty-Gobert          | + 3'42"   |

1e etappe ·
2e etappe ·
3e etappe ·
4e etappe ·
5e etappe ·
6e etappe ·
7e etappe ·
8e etappe ·
9e etappe ·
10e etappe ·
11e etappe ·
12e etappe ·
13e etappe ·
14e etappe ·
15e etappe ·
16e etappe ·
17e etappe ·
18e etappe ·
19e etappe ·
20e etappe ·
21e etappe
Startlijst · Eindstanden · Afbeeldingen